# Pyrgomorpha brachycera
Pyrgomorpha brachycera är en insektsart som beskrevs av Kirby, W.F. 1914. Pyrgomorpha brachycera ingår i släktet Pyrgomorpha och familjen Pyrgomorphidae. Inga underarter finns listade i Catalogue of Life.